# Domenico Maietta
Domenico Maietta (* 3. August 1982 in Cariati) ist ein ehemaliger italienischer Fußballspieler, der zuletzt beim FC Empoli unter Vertrag stand.

## Karriere
Seine ersten Spiele im Profibereich absolvierte er für die US Triestina ab dem Jahr 2002. Nach mehreren kurzen Stationen beim FC Messina, der US Avellino sowie einer Leihstation bei der AC Perugia wechselte er zum FC Crotone, bei dem er von 2004 bis 2009 unter Vertrag stand, 85 Ligaeinsätze verbuchte und im letzten Jahr den Aufstieg in die Serie B schaffte. Während dieser Zeit folgte ein weiteres Leihgeschäft über ein Jahr mit seinem Ex-Verein, der US Avellino. Nach eineinhalb Jahren bei Frosinone Calcio schloss sich Maietta 2010 Hellas Verona an, wo er seitdem spielt. Mit Hellas konnte er 2011 erneut in die Serie B aufstiegen und wurde zur Saison 2011/12 neuer Mannschaftskapitän. Nur zwei Jahre später gelang der Sprung in die Serie A. Maietta absolvierte seine erste Serie-A-Partie am 24. August 2013 beim 2:1-Erfolg über die AC Mailand.
Von 2014 bis 2018 absolvierte Maietta 90 Liga-Partien für den FC Bologna. Im Januar 2018 wechselte er zum FC Empoli. Mit Ende der Saison 2019/20 beendete Maietta seine aktive Karriere und wurde Teammanager beim FC Empoli. Ende Juni 2021 trennte sich der Verein von ihm.

## Erfolge
- Aufstieg in die Serie B: 2008/09, 2010/11
- Aufstieg in die Serie A: 2012/13, 2014/15